# Harper's Weekly
Harper's Weekly, A Journal of Civilization fue una revista política estadounidense con sede en la ciudad de Nueva York. Fue publicado entre 1857 y 1916 por Harper & Brothers, y presentaba noticias nacionales y extranjeras, ensayos sobre muchos temas y humor, textos de ficción, etc. acompañados de  ilustraciones. Dio una amplia cobertura de la guerra civil estadounidense, incluidas muchas ilustraciones de eventos de la guerra. Durante su período más influyente contó con las caricaturas satíricas de Thomas Nast.

## Historia

### Comienzo

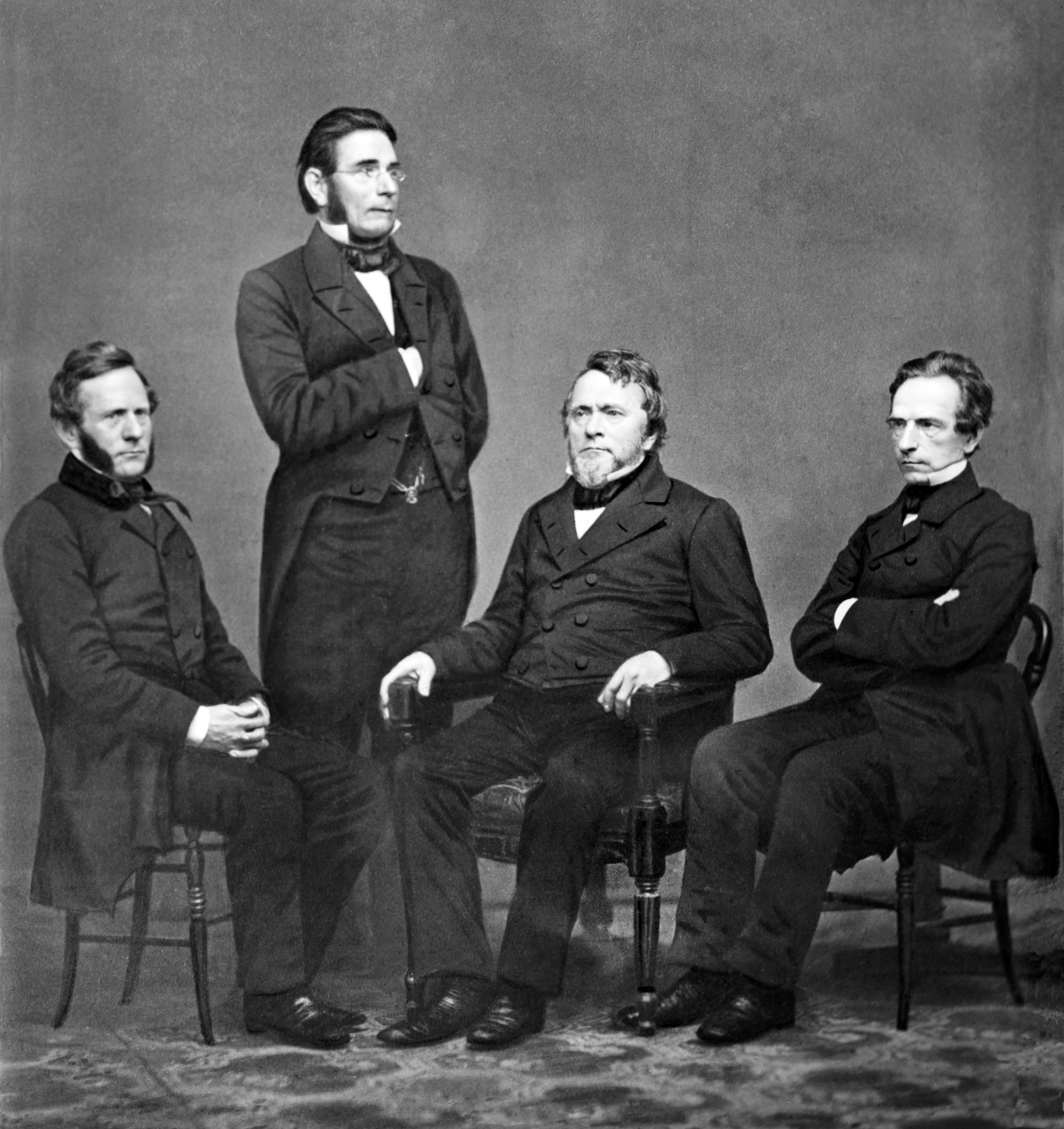
Los fundadores de Harper & Brothers: Fletcher, James, John y Joseph Wesley Harper (1860)

Junto con sus hermanos James, John y Wesley, Fletcher Harper fundó la editorial Harper & Brothers en 1825. Siguiendo el exitoso ejemplo de The Illustrated London News, Harper comenzó a publicar Harper's Magazine en 1850. La publicación mensual contó con autores consagrados como Charles Dickens y William Makepeace Thackeray, y en varios años, la demanda de la revista fue lo suficientemente grande como para mantener una edición semanal.
En 1857, su empresa comenzó a publicar Harper's Weekly en la ciudad de Nueva York. En 1860, la circulación del Weekly había llegado a 200.000 copias. Las ilustraciones eran una parte importante del contenido del Weekly, y se ganó la reputación de utilizar algunos de los ilustradores más renombrados de la época, en particular Winslow Homer, Granville Perkins, Porte Crayon y Livingston Hopkins.
Entre las características recurrentes se encuentran las caricaturas políticas de Thomas Nast, quien fue empleado en 1862 y trabajó con el Weekly durante más de 20 años. Nast era un caricaturista temido, y a menudo se le llama el padre de las caricaturas políticas estadounidenses. Fue el primero en utilizar un elefante como símbolo del Partido Republicano. También dibujó el personaje legendario de Santa Claus; su versión se asoció fuertemente con la figura, que se popularizó como parte de las costumbres navideñas a fines del siglo XIX.

### Cobertura de la Guerra Civil
Harper's Weekly fue la revista más leída en los Estados Unidos durante el período de la Guerra Civil. Para no molestar a sus amplios lectores en el Sur, Harper's adoptó una posición editorial moderada sobre el tema de la esclavitud antes del estallido de la guerra. Las publicaciones que apoyaron la abolición se refirieron a ella como Harper's Weakly (de weak, 'débil'). El Weekly había apoyado la campaña presidencial de Stephen A. Douglas contraAbraham Lincoln, pero cuando estalló la guerra civil estadounidense, apoyó plenamente a Lincoln y a la Unión. Un artículo de julio de 1863 sobre el esclavo fugitivo Gordon incluía una fotografía de su espalda, severamente marcada por los latigazos; esto proporcionó a muchos lectores del Norte su primera evidencia visual de la brutalidad de la esclavitud. La fotografía inspiró a muchos negros libres del norte a alistarse.
Algunos de los artículos e ilustraciones más importantes de la época fueron los informes de Harper sobre la guerra. Además de las representaciones de Homer y Nast, la revista también publicó ilustraciones de Theodore R. Davis, Henry Mosler y los hermanos Alfred y William Waud.
En 1863, George William Curtis, uno de los fundadores del Partido Republicano, se convirtió en el editor político de la revista, y permaneció en ese cargo hasta su muerte en 1892. Sus editoriales abogaban por la reforma del servicio civil, bajos aranceles y la adherencia al patrón oro.

### Nast, elPresident maker
Tras la guerra, Harper's Weekly apoyó más abiertamente al Partido Republicano en sus posiciones editoriales y contribuyó a la elección de Ulysses S. Grant en 1868 y 1872. Apoyó la posición republicana radical sobre la reconstrucción. En la década de 1870, el caricaturista Thomas Nast inició una agresiva campaña en la revista contra el corrupto líder político neoyorquino William Tweed. Nast rechazó un soborno de $ 500.000 para poner fin a su ataque. Tweed fue arrestado en 1873 y condenado por fraude.
Nast y Harper's también jugaron un papel importante en asegurar las elecciones presidenciales de 1876 de Rutherford B. Hayes. Más tarde, Hayes comentó que Nast era «la ayuda más poderosa que tenía». Después de las elecciones, el papel de Nast en la revista disminuyó considerablemente. Desde finales de la década de 1860, Nast y George W. Curtis habían diferido con frecuencia en asuntos políticos y particularmente en el papel de las caricaturas en el discurso político. Curtis creía que la burla por caricatura debería reservarse para los demócratas, y no aprobó que las caricaturas de Nast atacaran a republicanos como Carl Schurz y Charles Sumner, quienes se oponían a las políticas de la administración Grant. El editor de Harper's, Fletcher Harper, apoyó firmemente a Nast en sus disputas con Curtis. En 1877, Harper murió y sus sobrinos, Joseph W. Harper Jr. y John Henry Harper, asumieron el control de la revista. Simpatizaron más con los argumentos de Curtis para rechazar las caricaturas que contradecían sus posiciones editoriales.
En 1884, sin embargo, Curtis y Nast acordaron que no podían apoyar al candidato republicano James G. Blaine, cuya asociación con la corrupción era un anatema para ellos. En cambio, apoyaron al candidato demócrata Grover Cleveland. Las caricaturas de Nast ayudaron a Cleveland a convertirse en el primer demócrata en ser elegido presidente desde 1856. En palabras del nieto del artista, Thomas Nast St Hill, «se reconoció en general que el apoyo de Nast le valió a Cleveland un pequeño margen por el que fue elegido». Se comentó que en su última campaña política nacional, fue Nast quien, de hecho, lo 'hizo presidente' (President maker).
La contribución final de Nast a Harper's Weekly fue su ilustración navideña en diciembre de 1886. El periodista Henry Watterson dijo que «al dejar Harper's Weekly, Nast perdió su foro: al perderlo a él, el Harper's Weekly perdió su importancia política». La biógrafa de Nast, Fiona Deans Halloran, dice que «lo primero es cierto hasta cierto punto, lo segundo improbable (...) Es posible que los lectores se hayan perdido las caricaturas de Nast, pero Harper's Weekly siguió siendo influyente».

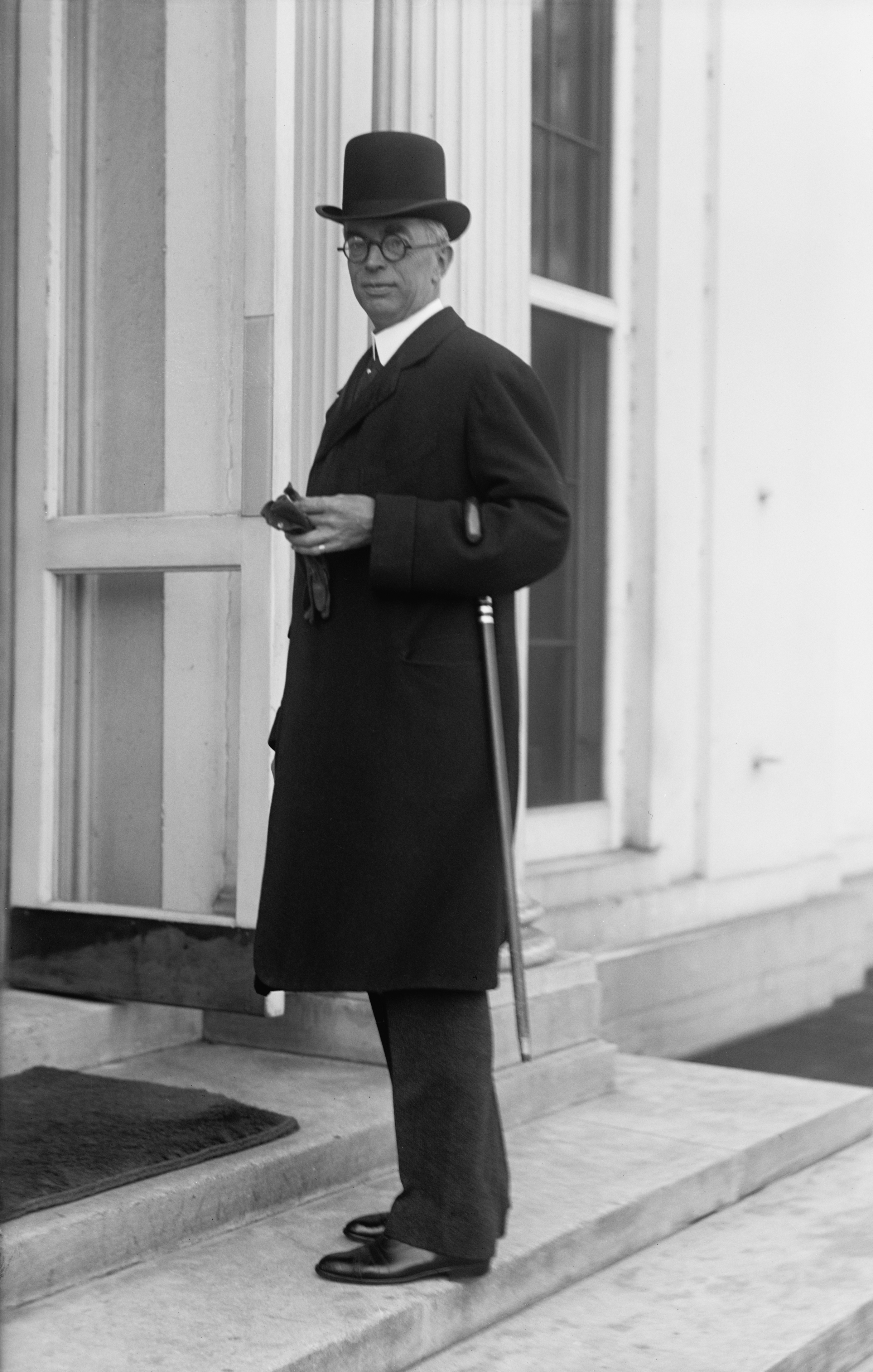
George Harvey, editor de Harper's Weekly entre 1901 y 1913

### Principios de 1900
Después de 1900, Harper's Weekly dedicó más material impreso a temas políticos y sociales, y presentó artículos de algunas de las figuras políticas más prominentes de la época, como Theodore Roosevelt. El editor de Harper, George Harvey, fue uno de los primeros partidarios de la candidatura de Woodrow Wilson, y lo propuso para la presidencia en una cena del Lotos Club Después de esa cena, Harvey se aseguraría de «adornar cada número de Harper's Weekly con las palabras 'Para el presidente: Woodrow Wilson'».
Harper's Weekly publicó su número final el 13 de mayo de 1916. Fue absorbido por The Independent, que a su vez se fusionó con The Outlook en 1928.

### 1970
A mediados de la década de 1970, Harper's Magazine utilizó el título de Harper's Weekly para una publicación derivada, nuevamente publicada en Nueva York. Publicado quincenalmente durante la mayor parte de su ejecución, el Harper's Weekly revivido dependía de las contribuciones de los lectores para gran parte de su contenido.

## Publicaciones
El 14 de enero de 1893, Harper's Weekly se convirtió en la primera revista estadounidense en publicar una historia de Sherlock Holmes, La aventura de la caja de cartón.